# Albert Azarian
Albert Azarian (orm. Ալբերտ Ազարյան, ros. Альберт Вагаршакович Азарян, Albiert Wagarszakowicz Azarian; ur. 11 lutego 1929 w Wanadzorze, zm. 5 września 2023 w Erywaniu) – radziecki gimnastyk narodowości ormiańskiej. Wielokrotny medalista olimpijski.
Największe sukcesy odnosił w ćwiczeniach na kółkach. Dwukrotnie zdobywał tytuły mistrza świata (1954 i 1958), również dwukrotnie triumfował na olimpiadzie (1956 i 1960). Był także członkiem drużyny, z którą zdobywał medale mistrzostw globu oraz olimpijskie. Pracował jako trener. Mistrzem olimpijskim został także jego syn, Eduard.
Został odznaczony m.in. Orderem Czerwonego Sztandaru Pracy.

## Sukcesy
| Rok  | Zawody             | Miasto              | Miejsce | Konkurencja        |
| ---- | ------------------ | ------------------- | ------- | ------------------ |
| 1954 | Mistrzostwa świata | Rzym                | 1       | Kółka              |
| 1954 | Mistrzostwa świata | Rzym                | 1       | Wielobój drużynowo |
| 1955 | Mistrzostwa Europy | Frankfurt nad Menem | 1       | Kółka              |
| 1958 | Mistrzostwa świata | Moskwa              | 1       | Wielobój drużynowo |
| 1958 | Mistrzostwa świata | Moskwa              | 1       | Kółka              |
| 1958 | Mistrzostwa świata | Moskwa              | 2       | Drążek             |